# Elattostachys goropuensis
Espèce
Statut de conservation UICN

 VU D2 : Vulnérable
Elattostachys goropuensis est une espèce de plantes de la famille des Sapindaceae.

## Publication originale
- Blumea 36(2): 547. 1992.